# Будівля магістрату (Золочів)
Будівля магістрату — пам'ятка архітектури місцевого значення в місті Золочів.

## Опис
Двоповерхова споруда в стилі історизм, завершується куполом над центральним ризалітом, на вершині купола влаштовано терасу.
Будівля була реконструйована у 1900—1901 роках.
Міська рада складалася з чотирьох радників на чолі з бургомістром. Судова лава з семи чоловік на чолі з війтом. Вони залежали від волі феодального магната — власника міста, голос якого був вирішальним.
Будівля втратила колонаду з вазами над карнизом.

## Галерея

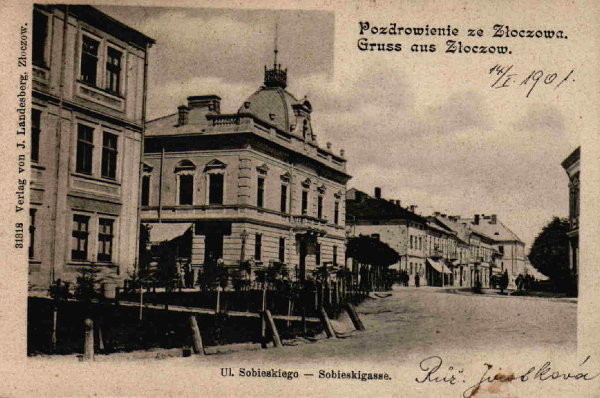
Листівка 1900х
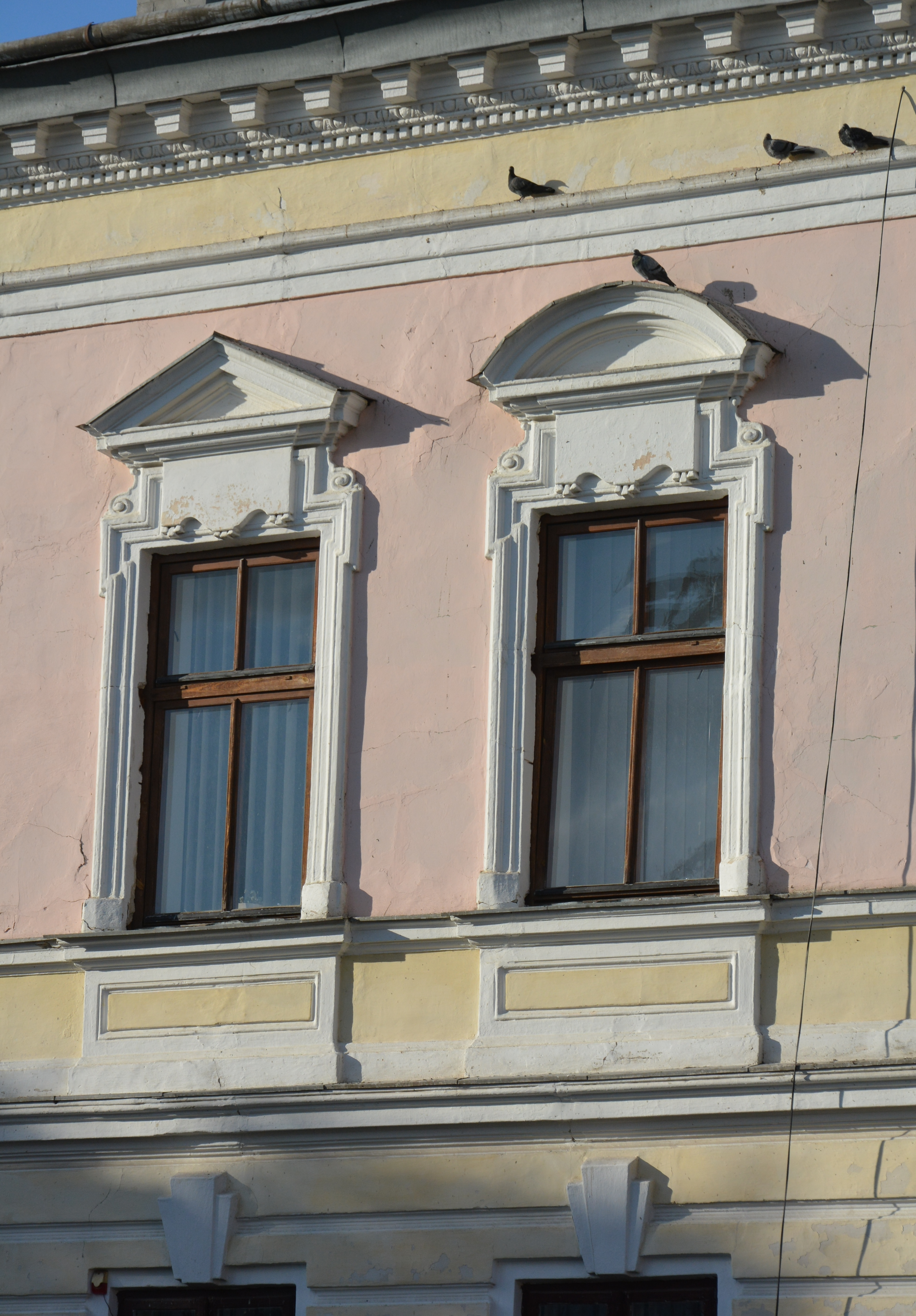
Вікна
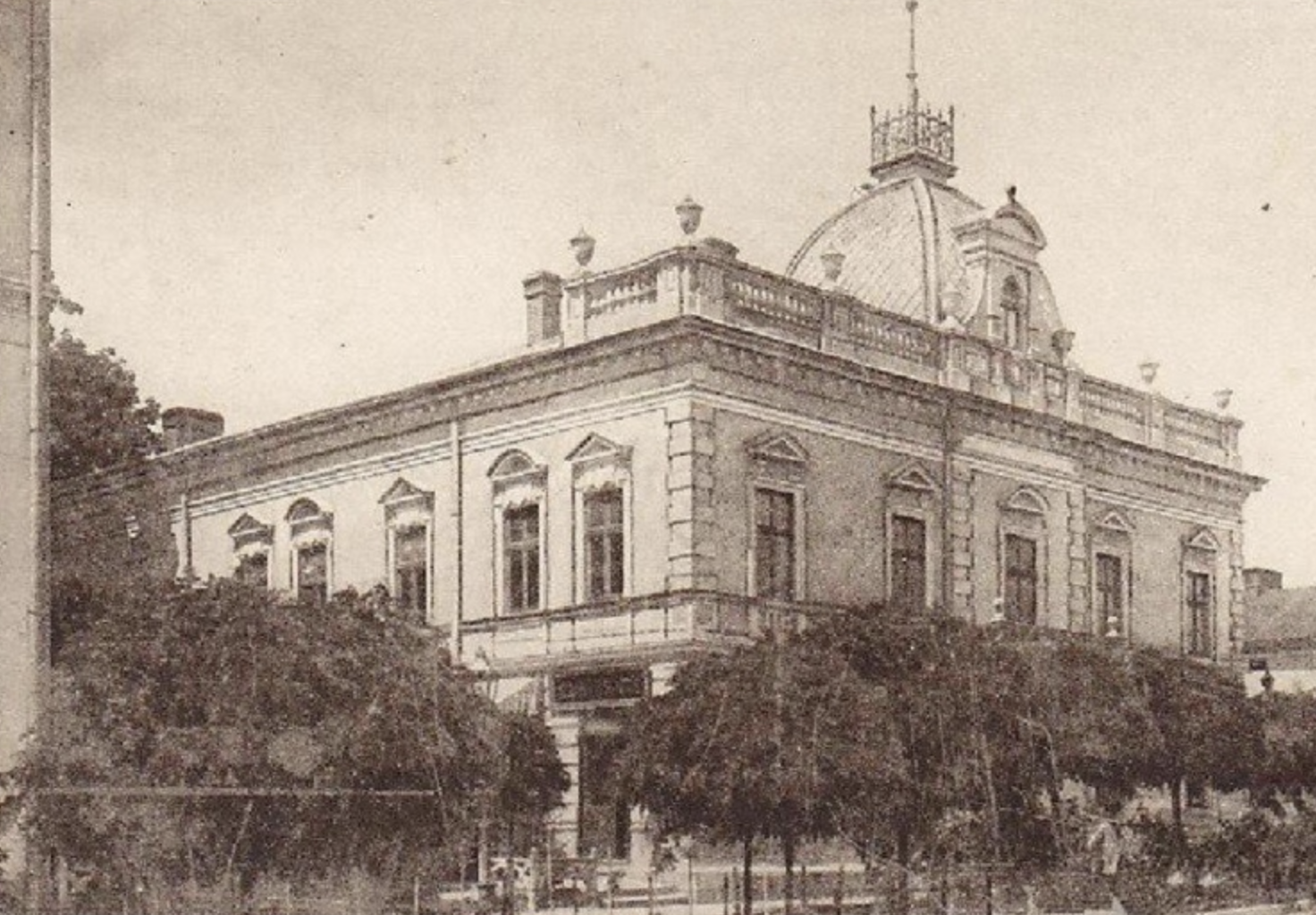
Листівка 1913